# ISO 3166-2:MG
Artículo principal: ISO 3166-2
ISO 3166-2:MG es la entrada para Madagascar en ISO 3166-2, parte de los códigos de normalización ISO 3166 publicados por la Organización Internacional de Normalización (ISO), que define los códigos para los nombres de las principales subdivisiones (p.ej., provincias o estados) de todos los países codificados en ISO 3166-1.
En la actualidad, para Madagascar los códigos ISO 3166-2 se definen para 6 provincias. Estaba previsto abolir las provincias en 2009, y el país sería dividido en 22 regiones.
Cada código consta de dos partes, separadas por un guion. La primera parte es MG, el código ISO 3166-1 alfa-2 para Madagascar. La segunda parte tiene 1 letra.

## Códigos actuales
Los nombres de las subdivisiones se ordenan según el estándar ISO 3166-2 publicado por la Agencia de Mantenimiento ISO 3166 (ISO 3166/MA).
Pulsa sobre el botón en la cabecera para ordenar cada columna.
| Código | Nombre de la subdivisión (mg) |
| ------ | ----------------------------- |
| MG-T   | Antananarivo                  |
| MG-D   | Antsiranana                   |
| MG-F   | Fianarantsoa                  |
| MG-M   | Mahajanga                     |
| MG-A   | Toamasina                     |
| MG-U   | Toliara                       |